# Гудлоу (Техас)
Гудлоу (англ. Goodlow) — місто (англ. city) в США, в окрузі Наварро штату Техас. Населення — 178 осіб (2020).

## Географія
Гудлоу розташований за координатами 32°6′30″ пн. ш. 96°12′56″ зх. д. / 32.10833° пн. ш. 96.21556° зх. д. (32.108245, -96.215555).  За даними Бюро перепису населення США в 2010 році місто мало площу 2,66 км², з яких 2,65 км² — суходіл та 0,01 км² — водойми.

## Демографія
Згідно з переписом 2010 року, у місті мешкало 200 осіб у 82 домогосподарствах у складі 52 родин. Густота населення становила 75 осіб/км².  Було 99 помешкань (37/км²).
Расовий склад населення:
| - 90,5 % — чорних або афроамериканців - 8,5 % — білих |

До двох чи більше рас належало 1,0 %. Частка іспаномовних становила 6,0 % від усіх жителів.
За віковим діапазоном населення розподілялося таким чином: 25,0 % — особи молодші 18 років, 55,0 % — особи у віці 18—64 років, 20,0 % — особи у віці 65 років та старші. Медіана віку мешканця становила 43,7 року. На 100 осіб жіночої статі у місті припадало 96,1 чоловіків;  на 100 жінок у віці від 18 років та старших — 85,2 чоловіків також старших 18 років.
Середній дохід на одне домашнє господарство  становив 45 926 доларів США (медіана — 26 912), а середній дохід на одну сім'ю — 40 267 доларів (медіана — 30 625). Медіана доходів становила 27 875 доларів для чоловіків та 25 625 доларів для жінок. За межею бідності перебувало 23,9 % осіб, у тому числі 44,4 % дітей у віці до 18 років та 26,9 % осіб у віці 65 років та старших.
Цивільне працевлаштоване населення становило 79 осіб. Основні галузі зайнятості: виробництво — 26,6 %, освіта, охорона здоров'я та соціальна допомога — 21,5 %, науковці, спеціалісти, менеджери — 15,2 %, оптова торгівля — 8,9 %.